# Achacy Ligęza
Achacy Wojciech Ligęza z Bobrku herbu Półkozic (zm. przed 26 marca 1672 roku) – kasztelan czechowski w latach 1654–1672.
Jako senator wziął udział w sejmach: 1655, 1668 (II) i 1669 (I). W latach 1646–1656 fundator kościoła w Zawadzie.